# Ольшовниця
Ольшовниця (пол. Olszownica) — село в Польщі, у гміні Бацьковиці Опатовського повіту Свентокшиського воєводства.
Населення — 418 осіб (2011).
У 1975-1998 роках село належало до Тарнобжезького воєводства.

## Демографія
Демографічна структура на день 31 березня 2011 року:
|          | Загалом | Допрацездатний вік | Працездатний вік | Постпрацездатний вік |
| -------- | ------- | ------------------ | ---------------- | -------------------- |
| Чоловіки | 209     | 36                 | 146              | 27                   |
| Жінки    | 209     | 32                 | 123              | 54                   |
| Разом    | 418     | 68                 | 269              | 81                   |